# Közkereseti társaság
A közkereseti társaság, röviden kkt. olyan gazdasági társasági forma, amelyben a tagok arra vállalnak kötelezettséget, hogy korlátlan és egyetemleges felelősségük mellett közösen gazdálkodnak, és az ehhez szükséges vagyont a társaság rendelkezésére bocsátják. A kkt. rendszerint családi vagy kisvállalkozásokra jellemző vállalkozási forma. A korábbi gazdasági munkaközösségek 2000 júniusától közkereseti társaságként működhetnek tovább.

## Története
A közkereseti társaságot mint a kereskedelmi társaság egyik formáját az 1875. évi kereskedelmi törvény vezette be hazánkban. A részletes szabályozást a Nyolcadik Cím 64.–124. szakasz tartalmazta.
A Magyarországon regisztrált közkereseti társaságok száma 2001 óta évről évre csökken.
| Év   | Közkereseti társaságok száma |
| ---- | ---------------------------- |
| 1990 | 418                          |
| 1991 | 463                          |
| 1992 | 1187                         |
| 1993 | 2492                         |
| 1994 | 3348                         |
| 1995 | 3951                         |
| 1996 | 4394                         |
| 1997 | 4509                         |
| 1998 | 5006                         |
| 1999 | 5217                         |
| 2000 | 7873                         |
| 2001 | 8213                         |
| 2002 | 8113                         |
| 2003 | 7889                         |
| 2004 | 7725                         |
| 2005 | 7483                         |
| 2006 | 7244                         |
| 2007 | 6868                         |
| 2008 | 6486                         |
| 2009 | 6153                         |
| 2010 | 5754                         |
| 2011 | 5471                         |
| 2012 | 5133                         |
| 2013 | 4749                         |
| 2014 | 4314                         |
| 2015 | 3884                         |
| 2016 | 3540                         |
| 2017 | 3299                         |
| 2018 | 3096                         |
| 2019 | 2850                         |
| 2020 | 2603                         |
| 2021 | 2403                         |

## Szervezete
A társaságon belüli ügymenet két területre oszlik: az üzletvezetésre és a tagok közös határozathozatalára.

### Legfőbb szerv
A kkt. legfőbb szerve a tagok gyűlése, amelynek tevékenységében valamennyi tag részt vehet.

### Operatív szerv
A kkt. esetében az ügyvezetést az ügyvezető látja el.

## Alapítása
A közkereseti társaság az alapítók által kötött társasági szerződés cégbírósági bejegyzésével, a bejegyzés napján jön létre. A társasági szerződés megkötésétől a cégbírósági bejegyzés napjáig, illetve a bejegyzés iránti kérelem esetleges elutasításáig előtársaságról beszélünk. Az alapításhoz legalább két tagra van szükség, egyszemélyes kkt. nem alapítható.
Nem alapíthat közkereseti társaságot kiskorú személy, továbbá olyan természetes személy, aki egyidejűleg más gazdasági társaságban is korlátlan felelősséget vállaló tag, illetve nem alapíthat közkereseti társaságot - a felelősségkumuláció tilalma miatt - másik közkereseti társaság vagy betéti társaság.

## Megszűnése
A közkereseti társaság megszűnéséről dönteni a tagok gyűlése kizárólagos hatáskörébe tartozik, ahol a tagok egyhangú döntésére van szükség a kkt. megszűnéséhez mind jogutódlással történő megszűnés, mind pedig jogutód nélküli megszűnés esetén.
A közkereseti társaság akkor is megszűnik, ha tagjainak száma 1 személyre csökken és hat hónapon belül nem kerül sor új tag csatlakozására.

## Tagsági jogviszony

### A tagok felelőssége
A kkt. kötelezettségeiért a társaság saját vagyonával felel. Ha ez a követelést nem fedezi, úgy a tagok saját vagyonukkal, korlátlanul és egyetemlegesen felelnek.
A tagok felelőssége nem közvetlen, mert a hitelezők előbb a társaság vagyonából kötelesek igényüket kielégíteni. Ha a társasági vagyon a követelést nem fedezi, úgy kerülhet sor a tagokkal szembeni korlátlan és egyetemleges felelősség érvényesítésére.

### A tagsági jogviszony megszűnése
A tagsági jogviszony megszűnik:
- ha a tag a társasági szerződésben meghatározott vagyoni hozzájárulását felhívás ellenére nem teljesítette
- a tagok közös megegyezésével
- a tag kizárásával
- rendes felmondással
- azonnali hatályú felmondással
- a tag halálával vagy jogutód nélküli megszűnésével
- ha annak fenntartása jogszabályba ütközik.[14]

## Külső hivatkozások
- 1875. évi XXXVII. törvénycikk
- 1997. évi CXLIV. törvény a gazdasági társaságokról
- 2006. évi IV. törvény a gazdasági társaságokról
- 2013. évi V. törvény a Polgári Törvénykönyvről